# Unrechtsverkehr
Als Unrechtsverkehr werden Handlungen und ihre schuldrechtlichen Folgen bezeichnet, die weder Rechtshandlungen noch neutrale Handlungen sind.
Durch Rechtshandlungen wie etwa Willenserklärungen können willentlich Rechtsfolgen gesetzt werden, beispielsweise das Zustandekommen eines Vertrags. An Unrechtshandlungen wie unerlaubte Handlungen oder die Verletzung vertraglicher oder gesetzlicher Schuldverhältnisse knüpft das Gesetz unabhängig von dem Willen des Handelnden bestimmte Rechtsfolgen wie zum Beispiel einen Schadensersatzanspruch. Anknüpfungspunkt für den Unrechtsverkehr ist nicht die Geschäftsfähigkeit, sondern die Deliktsfähigkeit (§ 827, § 828, § 276 BGB).
Im Unrechtsverkehr sind die für den Rechtsverkehr geltenden Besonderheiten wie Stellvertretung, Einwilligung oder Anfechtung nicht anwendbar. Dasselbe gilt für die Rechtsscheinhaftung des Scheinkaufmanns.